# 奚琴
奚琴（けいきん、中国語: シーチン、朝鮮語: ヘグム）は、奚により古代中国にもたらされ、朝鮮半島に伝わった擦弦楽器。胡琴属の楽器の始祖とも言われるため、モリンホール、二胡、胡弓などを含むモンゴル、中国、朝鮮半島、日本の全ての伝統的擦弦楽器の源とも言える。

## 起源と発達

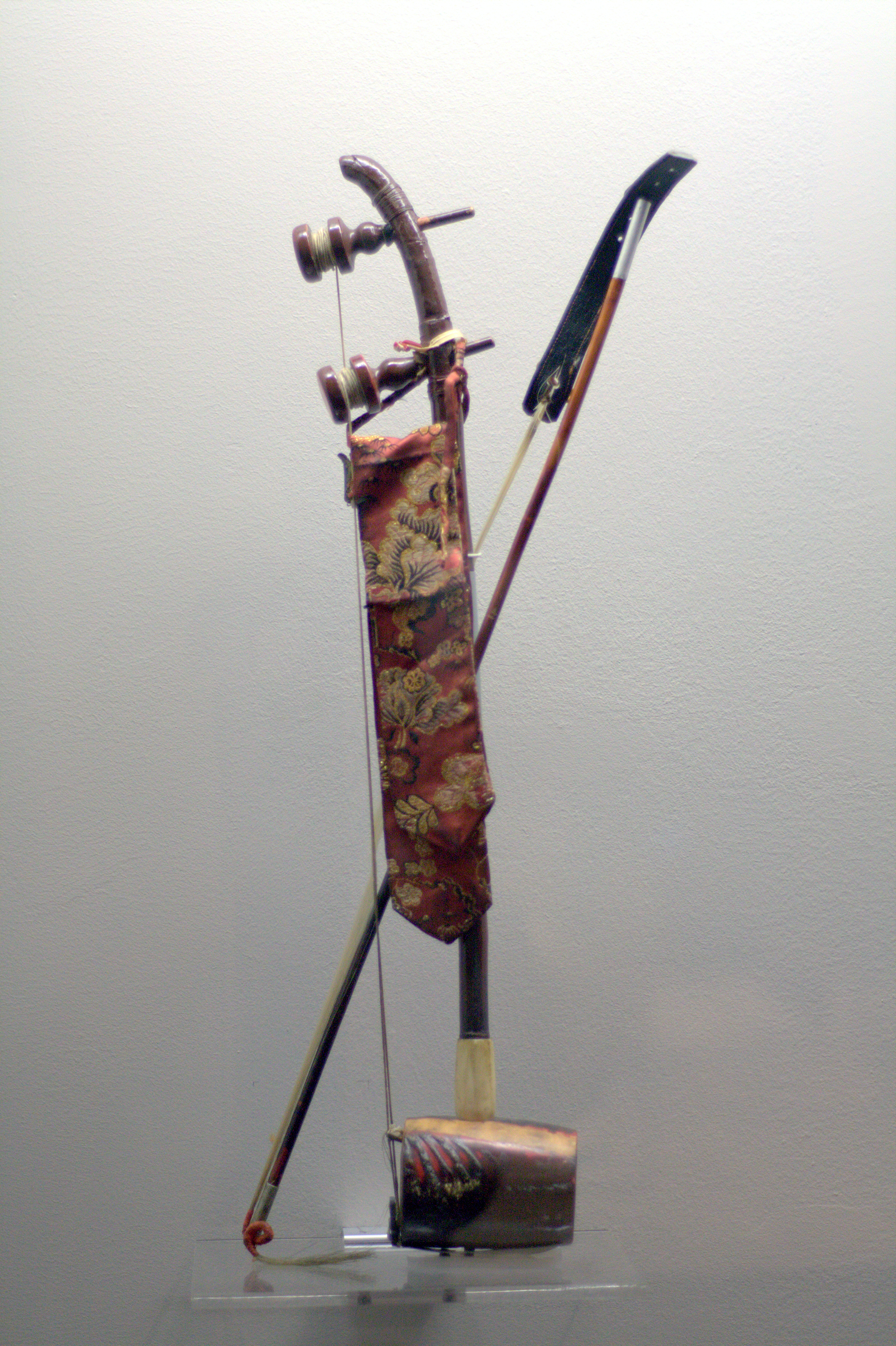
19世紀朝鮮のヘグム

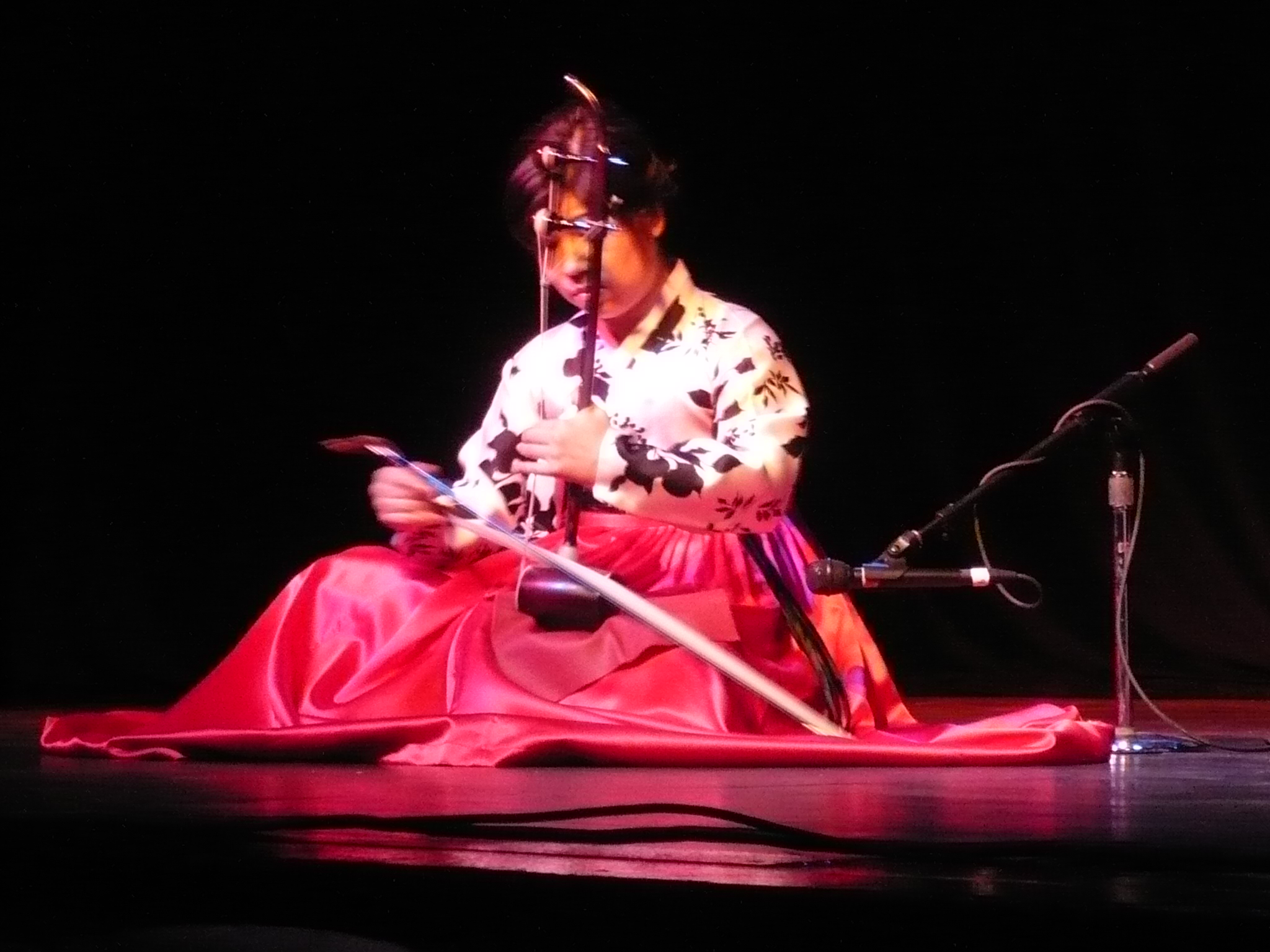
韓国の演奏家によるヘグム演奏

中国東北部のシラムレン川の谷に住んでいたモンゴルまたは契丹に近い遊牧狩猟民族である奚によって作り出されたとされる。
中国においては唐の宮殿で使用されたのが最初の登場で、当時は竹の棒を弓として弾いていた。宋代になるとより改良され、馬の尾を用いた弓で弾かれた。当時の奚琴は垂直に持たれ、二本の絹の弦があった。
音楽理論家の陳暘が北宋時代の1105年に著した『楽書』には、外国の二弦の撥弦楽器として記述されている。
中国の南管で使用される二弦、或いはキルギスタンの音楽 "kuu" で用いられる "Kyl kiyak" という楽器は、奚琴と類似した構造を持っている。

## 朝鮮半島の奚琴
1116年ごろ伝えられたという朝鮮半島の奚琴（ヘグム、해금）は中国の奚琴に由来し、非常に類似した形状をしている。それは、棒状の首と木製の空洞の箱、2本の絹の弦で構成され、膝の上で垂直にして演奏する。俗に「ケンケンイ」（깽깽이）とも呼ばれる。
小奚琴（ソヘグム、소해금）は、1960年代に現代的に改良された4弦の楽器で、北朝鮮などで使用されている。